# Stanley McChrystal
Stanley Allen McChrystal, né le 14 août 1954 à Fort Leavenworth, est un général de l'armée américaine qui est entre juin 2009 et juin 2010 commandant de l'ISAF en Afghanistan. En 2017 sort sur Netflix le film War Machine inspiré de sa vie.

## Biographie
Son père est le major général Herbert McChrystal. Il est issu d'une fratrie de quatre fils et une fille, tous ayant servi dans l'armée ou étant marié à un militaire. Stanley A. McChrystal est diplômé de l'Académie militaire de West Point. Il est marié et a un fils.
De mai 2003 jusqu'en juin 2008, il est commandant du Joint Special Operations Command (JSOC) et s'occupa ainsi d'une grosse partie des opérations des troupes spéciales pendant la guerre d'Irak et en Afghanistan. à partir de juin 2009, il dirige les forces américaines en Afghanistan. Le 30 août 2009, il adresse un rapport secret-défense au secrétaire de la défense Robert Gates demandant l'envoi de 30 000 à 40 000 soldats américains supplémentaires pour l'Afghanistan. Le rapport devient public le 20 septembre 2009 et met dans l'embarras le gouvernement américain.
En juin 2010, le journaliste Michael Hastings fait paraître dans le magazine Rolling Stone un article intitulé The Runaway General, à charge contre Stanley McChrystal. Il y est révélé que celui-ci s'est moqué ouvertement à plusieurs reprises de membres de l'administration Obama, dont le vice-président Joe Biden. McChrystal présente alors ses excuses par voie de communiqué qualifiant ses propos d'erreur de jugement. Le président Obama le congédie le 23 juin 2010 et le remplace par le général David Petraeus. Le 19 décembre 2011, il est embauché par le groupe allemand Siemens pour présider le conseil d'administration d'une société se consacrant aux besoins de l'administration fédérale américaine et est par ailleurs membre des conseils d'administration de JetBlue Airways et Navistar International, deux sociétés produisant des véhicules civils et militaires.

### Promotions

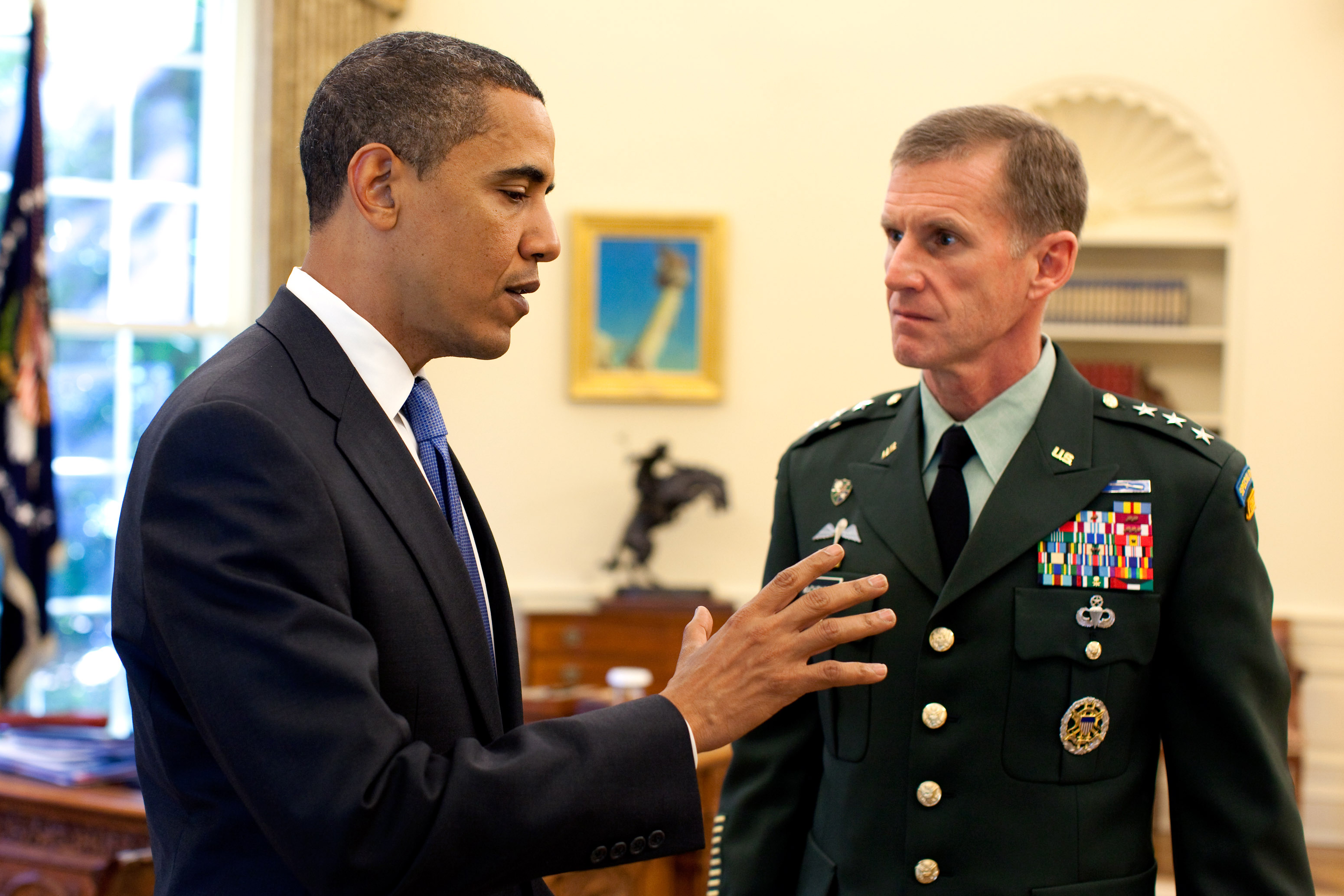
Barack Obama et Stanley McChrystal dans le Bureau ovale en mai 2009.

- 2LT - 1976
- 1LT - 1978
- CPT - 1980
- MAJ - 1987
- LTC -  1992
- COL - 1996
- BG - 2001
- MG - 2004
- LTG - 2006
- GEN - 2009

## Sources
1. ↑  « Washington Post coverage of General McChrystal's 66 page report », The Washington Post,‎ 24 juin 2010 (lire en ligne [archive du 29 avril 2010])
2. ↑  (en) The Runaway General par Michael Hastings, Rolling Stone.
3. ↑  L'ancien général américain McChrystal embauché par Siemens, Lemonde.fr 19/12/2011.
4. ↑  (en) McChrystal to chair board of new Siemens federal business Marjorie Censer, Washington Post.